# Canton de Meaux-Sud
Le canton de Meaux-Sud est une ancienne division administrative française qui a existé de 1976 à 2015, située dans le département de Seine-et-Marne et la région Île-de-France.

## Histoire
Un premier canton de Meaux avait été créé en 1793 et 1801. Ce canton a été scindé par décret du 28 octobre 1975, créant les cantons de Meaux-Nord et de Meaux-Sud,,.
Les deux cantons ont été supprimés dans le cadre du redécoupage cantonal de 2014 en France, qui a créé un nouveau canton de Meaux, constitué de la seule commune de Meaux. Les autres communes de Meaux-Sud ont été réparties dans deux cantons différents.

## Composition
Le canton de Meaux-Sud groupait 10 communes jusqu'en mars 2015 :
- Fublaines, 1 181 habitants
- Isles-lès-Villenoy, 871 habitants
- Mareuil-lès-Meaux, 1 996 habitants
- Meaux, (partie Sud de la ville)
- Montceaux-lès-Meaux, 623 habitants
- Nanteuil-lès-Meaux, 5 385 habitants
- Trilbardou, 609 habitants
- Trilport, 4 892 habitants
- Vignely, 241 habitants
- Villenoy, 4 079 habitants

## Représentation
| Période   | Identité             | Parti | Qualité                                                                        |
| --------- | -------------------- | ----- | ------------------------------------------------------------------------------ |
|           |                      |       |                                                                                |
| 1976-2008 | Michel Vallier       | PS    | Professeur de sciences naturelles Maire de Trilport (1977-2004)                |
| 2008-2015 | Jean-François Parigi | UMP   | Banquier Adjoint au Maire de Meaux Elu en 2015 dans le nouveau Canton de Meaux |

## Démographie
| 1975 | 1990   | 1999   | 2006   | 2011   | 2012   |
| ---- | ------ | ------ | ------ | ------ | ------ |
| -    | 27 667 | 31 457 | 33 024 | 36 025 | 36 698 |